# توی بیز
شرکت Toy Biz, Inc. (که بعدها با نام Marvel Toys شناخته شد) یک شرکت تولیدکننده اسباب‌بازی بود که در ابتدا در مونترال، استان کبک، با نام Charan Toys تأسیس شد. این شرکت بیشتر به خاطر داشتن مجوز ساخت اسباب‌بازی‌های Marvel Comics از سال ۱۹۹۰ تا ۲۰۰۶ شناخته می‌شود.